# Stanovništvo Urugvaja
Članak govori o demografskim značajkama stanovništva Urugvaja, uključujući broj stanovnika, dobnu strukturu, etničke pripadnosti, razinu obrazovanja, zdravstveno stanje stanovništva, ekonomski status, vjeroispovijesti i drugo.

## Stanovništvo
Prema procjenama ukupan broj stanovnika u Urugvaju iznosio je 3.432.000 osoba, u odnosu na samo 2.239.000, 1950. godine. Udio djece mlađe od 15 godina, 2015., bio je 21.4 %, između 15 i 65 godina 64.2% dobi, dok je 14.4% bilo od 65 godina ili stariji.

### Broj stanovnika
|       | Ukupno stanovništvo (× 1000) | Dob 0–14 (%) | Dob 15–64 (%) | Dob 65+ (%) |
| ----- | ---------------------------- | ------------ | ------------- | ----------- |
| 1950. | 2 239                        | 27.9         | 63.9          | 8.2         |
| 1955. | 2 373                        | 27.6         | 64.3          | 8.1         |
| 1960. | 2 539                        | 27.8         | 64.1          | 8.1         |
| 1965. | 2 695                        | 28.1         | 63.6          | 8.3         |
| 1970. | 2 810                        | 27.9         | 63.3          | 8.8         |
| 1975. | 2 830                        | 27.7         | 62.7          | 9.6         |
| 1980. | 2 916                        | 26.9         | 62.7          | 10.4        |
| 1985. | 3 012                        | 26.8         | 62.3          | 10.9        |
| 1990. | 3 110                        | 26.0         | 62.4          | 11.6        |
| 1995. | 3 225                        | 25.0         | 62.6          | 12.4        |
| 2000. | 3 321                        | 24.5         | 62.4          | 13.0        |
| 2005. | 3 326                        | 23.8         | 62.8          | 13.5        |
| 2010. | 3 374                        | 22.5         | 63.7          | 13.8        |
| 2015. | 3 432                        | 21.4         | 64.2          | 14.4        |

### Dobna struktura
| Dobna grupa | Muškarci  | Žene      | Ukupno    | Postotak |
| ----------- | --------- | --------- | --------- | -------- |
| 0-14        | 365 546   | 349 419   | 714 965   | 21.76    |
| 15-64       | 1 027 701 | 1 079 485 | 2 107 186 | 64.13    |
| 65+         | 184 169   | 279 557   | 464 026   | 14.12    |

Podaci iz popisa 2011.

## Iseljavanje
Procjenjuje se da je, od 1963. do 1985. godine, emigriralo oko 320,000 Urugvajaca. Najpopularnijih odredišta za urugvajske iseljenike su Argentina, a slijede je SAD, Australija, Kanada, Španjolska, Italija i Francuska. Velik broj osoba se iseljava u SAD gdje ih najviše živi u New Yorku, New Jerseyu, Washingtonu i urbanim područjima Kalifornije. Susjedne veze i kratka udaljenost između urugvajskih gradova i argentinskog glavnog grada Buenos Airesa, zaslužni su za uspjeh više talentiranih Urugvajaca koji su se naselili u Argentini te su lokalno prihvaćen. Neki poznati Urugvajci koji su se istaknuli u Argentini su poduzetnik i financijer Juan Navarro, sportski novinar Victor Hugo Morales, pjevačica i glumica Natalia Oreiro, nogometaši Antonio Alzamendi, Enzo Francescoli i Carlos Goyen, glumac Daniel Hendler i glumica China Zorrilla.

## Religija
Religija u Urugvaju postoji u sklopu više vjerskih zajednica. Stanovništvo Urugvaja pripada većinski Rimokatoličkoj Crkvi. Ustavom koji je prihvaćen 1917., a bio je na snazi od 1918., država je sekularizirana te je Crkva odvojena od države. Smatra se najviše sekularnom državom u Americi.
Prema najnovijem službenom istraživanju oko 58,1 % Urugvajaca se definiraju kao kršćani (47 % katolici, 11,1 % protestanti), a oko 40.89 % stanovništva izjašnjava se kao bez religije (23,2 % "vjeruje u Boga, ali bez religije", 17, 2% ateisti ili agnostici), 0,6% sljedbenici Umbanda ili drugih afričkih religija, 0,5% Židovi, 0,1 % budisti i 0,4% "drugi". Ustav iz 1830. godine proglašava katoličanstvo državnom religijom. Ustavom koji je prihvaćen 1917., a bio je na snazi od 1918., država je sekularizirana te je Crkva odvojena od države.
Urugvaj je najviše ateistička zemlja u Latinskoj Americi te druga s najnižim postotkom katolika u svojoj populaciji. U Urugvaju se odvija ubrzani proces sekularizacije. U razdoblju od 1996. do 2011. broj agnostika i ateista porastao je s 18 na 38 %.

## Demografski podaci
- Izvori:[5]

Ukupan broj stanovnika: oko 3.341.893 (srpanj 2015. proc.)

Prosjek godina:
- ukupno: 33,6 godine
- muškarci: 32 godine
- žene: 35,2 godina

Vjera:
- rimokatolici 45,7 %
- ostali kršćani 9,0 %
- nesektarizam 30,1 %
- ateisti 12,0 %
- agnostici 2,0 %
- ostali 1,2 %

Jezici:
- španjolski (sl. jez.)
- portugalski
- talijanski
- engleski
- njemački

Pismenost:
- definicija: s 15 godina i više zna pisati i čitati
- ukupno stanovništvo: 99 %
- muškarci: 97,6 %
- žene: 98,4 %